# Библиотека Аугсбургского университета
Библиотека Аугсбургского университета (нем. Universitätsbibliothek Augsburg) — публичная научная библиотека, являющаяся частью Аугсбургского университета, расположенного в Баварии; поддерживается правительством Свободного государства Бавария и располагает фондом в 2,8 миллиона носителей информации; является одной из крупнейших библиотек региона. Создание библиотеки началось одновременно с основанием университета в 1970 году; в 1984 году библиотека переехала в новое здание на территории кампуса «Нового университета» — на территории «Старого университета» сохранилось несколько помещений, которые используются как альтернативное хранилище. В 1980 году библиотека Эттинген-Валлерстайн, была приобретена правительством Баварии и передана библиотеке в Аугсбурге.

## История
Когда в 1970 году было начато основание Аугсбургского университета, одновременно началось и создание его университетской библиотеки. Изначально библиотека располагалась на территории университетского городка на улицах Меммингер-штрассе и Эйхляйтнер-штрассе: сегодня данный кампус известен как «Старый университет» (Alte Universität). С конца 1970 года было создано несколько филиальных специализированных библиотек, некоторые из которых разместились в бывших производственных цехах. В 1977 году первые филиальные библиотеки переехали в новый университетский городок, созданный на юге города и сегодня известный как «Новый университет» (Neue Universität). В 1984 году все они переехали в новое здание центральной библиотеки на территории кампуса. С 1999 года все специализированные библиотеки были окончательно перемещены на территорию нового кампуса — в помещениях «Старого университета» остались лишь несколько помещений, до сих пор использующиеся в качестве альтернативного хранилища.
В момент основания университетской библиотеки в Аугсбурге значительная часть фондов нового учреждения была взята из университетской библиотеки в Регенсбург. Сотрудничество двух библиотек положило начало библиотечной ассоциации, постепенно ставшей общерегиональной Баварской библиотечной сетью (BVB). Со временем фонды нескольких других библиотек были включены в библиотеку Аугсбургского университета: в 1971 году в Аугсбург были переданы фонды кафедр бывшего Философско-теологического университета в Диллингене (Philosophisch-Theologische Hochschule Dillingen), а в следующем году книжные фонды из библиотеки бывшего Философско-теологического университета Фрайзинга и Педагогического университета Аугсбурга также оказались частью новой коллекции.
В 1980 году библиотека Эттинген-Валлерстайн (нем. Oettingen-Wallersteinsche Bibliothek) была приобретена правительством Свободной государства Бавария и передана в библиотеку Аугсбургского университета; данная покупка значительно расширила собрание исторических книг. В 2009 году университетская библиотека приняла на хранение около 11 000 томов из «Библиотеки сожженных книг» (Bibliothek der verbrannten Bücher), собранной коллекционером Георга Зальцманом (Georg P. Salzmann, 1929—2013): собрание Зальцмана специализировалось на произведениях авторов, подвергшихся остракизму в период национал-социализма.
Сегодня библиотека Аугсбургского университета состоит из центральной библиотеки и трёх филиалов; по состоянию на 2014 год, её коллекция насчитывала более 2,6 миллионов единиц хранения, включая микрофильмы и аудиовизуальные материалы. Библиотека постоянно закупает более 3000 печатных журналов и предлагает своим читателям доступ примерно к 39 000 электронных журналов. Большая часть фондов, особенно актуальная литература, находится в свободном доступе. Библиотека собирает литературу по всем предметам, представленным в университете: книги по химии и инженерии, которые не представлены в университетских курсах, не входят в собрание.